# Ренар, Вероника
Вероника Франсуаза Каролина Ренар (нидерл. Véronique Françoise Caroline Renard; род. 26 мая 1965 года; Ютфас, Утрехт, Нидерланды) — голландская писательница и художница. Она также известна как Пантау (нидерл. Pantau), имя, которое она взяла после встречи с Далай-ламой на аудиенции в его резиденции в Дхарамсале, Индии в 2000 году. Имя Пантау в переводе с китайского означает «быть полезным», а также это китайское название плоского маленького персика, который считается пищей даосских фей.

## Ранний период жизни
Ренар выросла и получила образование в Нидерландах. Её мать — Анни Гард Ван Унен, бывший старший бухгалтер компании Breda Candy Company FAAM, а отец — Вильгельм Герард Ренар (1931—2009), бизнесмен, основавший компанию REACS в 1956 году. Ренар — потомок немецкого композитора и дирижёра Поля Альбина Стенца, награжденного Золотой медалью Оранж-Нассау королевой Нидерландов Вильгельминой. За год до своей смерти в 1918 году он был натурализован как гражданин Нидерландов. Дед Ренар, Иоганнес (Поль) Ренар, был художником городского пейзажа в Роттердаме.

## Коррекция пола
В 1982 году, в возрасте 17 лет Ренар сделала коррекцию пола, при поддержке семьи, друзей и людей в её родном городе. Мать Ренар переименовала её в Веронику. В 1983 году суд Утрехта разрешил Ренар сменить свое официальное имя, она добавила свое второе имя Франсуаза (в честь своей лучшей подруги) и третье имя Кэролайн (в честь Кэролайн Косси, британской модели, которая появилась в 1981 году в фильме о Джеймсе Бонде «Только для твоих глаз»). Ренар в своих мемуарах 2007 года сообщила, что внимание международных СМИ к Косси в 1982 году в отношении её перехода помогло Ренар самостоятельно диагностировать свою собственную гендерную дисфорию. На следующий день после прочтения о Косси в голландском таблоиде Ренар проконсультировалась со своим врачом. У Ренар был диагностирован синдром Клайнфельтера, что значит, что у неё кариотип 47,XXY. Вскоре после этого Ренар начала заместительную гормональную терапию. Она завершила переход в 1984 году.
Ренар была одной из первых 150 человек, прошедших через хирургическую коррекцию пола в Нидерландах. Луи Гурен, профессор эндокринологии на специальной кафедре транссексологии в Свободном университете Амстердама, провел ей эту операцию. Медицинская бригада, участвовавшая в этой операции, включала пластических хирургов Ауке де Бур и Дж. Йориса Хаге, а также гинекологов К. Ягера и А. Дрогендейка. В 1984 году в возрасте 18 лет Ренар узнала, что она, скорее всего, была самым молодым человеком в мире, сделавших хирургическую коррекцию пола.
В октябре 1984 года правительство Нидерландов разрешило Ренар поменять гендерный маркер в её свидетельстве о рождении.

## Фонд Пантау
В мае 2000 года Ренар основала Фонд Пантау для сбора средств и помощи тибетским детям-беженцам, живущим в изгнании в Индии. Вместе с её представителем из Дхарамсалы Джонатаном Блэром и друзьями из Нью-Йорка Бобби Джоном Паркером-младшим и Себастьяном Бондом фонд поддерживает растущее число тибетских детей.

## Личная жизнь
У Ренар было множество романтических отношений, некоторые из которых она описывает в своих мемуарах, в том числе «Malicious Mistake» (1985) и «Pholomolo — No man No Woman» (2007). Некоторые из них завершились, когда обнаружилось, что она проходила через хирургическую коррекцию пола. В 1992 году во время деловой поездки на Французскую Ривьеру она встретила живущего в Париже молодого британского аристократа, сына миллиардера. Хотя они были влюблены друг в друга, родители вынудили мужчину прекратить отношения с ней, чтобы жениться на британской даме (аристократке). Зимой 2005 года во время отпуска в Таиланде она начала встречаться с тайским врачом китайского происхождения. Ренар вернулась в Индию через три месяца, но в конце концов решила иммигрировать в Таиланд. Ренар прожила в Бангкоке 5 лет, прежде чем вернулась в Нидерланды в 2011 году.

## Работы
- Pantau in Dharamsala, (2000) English edition published by Everest Press, New Delhi, India
- The Fire of Hell, by Lobsang Yonten and Veronique Renard (2001), published by Pilgrims Publishers, New Delhi, India
- Pantau in India, (2001), First English edition published by Pilgrims Publishers, New Delhi, India
- Pantau in India, (2003), Dutch edition published by Aspekt Publishers, Soesterberg, The Netherlands
- Pantau in India, (2006), Revised English edition published by IUniverse, Lincoln, New York, Shanghai
- Pholomolo — No man No Woman (2007), English edition published by IUniverse, Lincoln, New York, Shanghai